# Margarete Teschemacher
Margarete Teschemacher (* 3. März 1903 in Köln; † 19. Mai 1959 in Bad Wiessee) war eine deutsche Opernsängerin (Sopran).

## Leben
Margarete Teschemacher studierte am Konservatorium ihrer Heimatstadt. 1924 debütierte sie als Michaela in Bizets Carmen in Köln. Weitere Engagements führten sie an das Stadttheater Aachen, Stadttheater Dortmund, Nationaltheater Mannheim, Staatsoper Stuttgart.
1934 begann ihre internationale Karriere, sie sang in Buenos Aires am Teatro Colón die Titelrolle von Arabella von Richard Strauss.
Zwei Jahre später kam sie nach London und sang im Royal Opera House Covent Garden die Gräfin in Figaros Hochzeit und die Donna Elvira im Don Giovanni.
1935 kam sie an die Sächsische Staatsoper Dresden, wo sie 1938 in der Uraufführung von Daphne von Richard Strauss die Titelpartie als Partnerin von Torsten Ralf sang. Außerdem wirkte sie bei den Festspielen von Salzburg mit.
Des Weiteren war sie zu Gast an der Mailänder Scala, am Gran Teatre del Liceu in Barcelona, an der Oper von Chicago und an den Staatsopern Berlin, München und Wien. 1940 war sie im Wiener Musikverein beteiligt an der Uraufführung der Kantate Deutsche Auferstehung. Ein festliches Lied von Franz Schmidt.
1943 heiratete sie den Maler Richard Panzer. Teschemacher stand 1944 in der Gottbegnadeten-Liste des Reichsministeriums für Volksaufklärung und Propaganda.
Nach dem Zweiten Weltkrieg war sie mit einem Gastspielvertrag mit der Deutschen Oper am Rhein in Düsseldorf verbunden.
Auf verschiedenen Tonträgern war sie die Partnerin von Helge Rosvaenge, Marcel Wittrisch, Georg Hann und Karl Schmitt-Walter.